# عبد الرحمن الرقراق
عبد الرحمن الرقراق (6 أبريل 1956)، هو عبد الرحمن بن عبد الكريم الرقراق، ممثل سعودي. ولد في مدينة الأحساء بالمملكة العربية السعودية، وهو حاصل على بكالوريوس فنون مسرحية تمثيل وإخراج أكاديمية الفنون بالقاهرة 1982. متزوج وله خمسة أبناء، ولدان وثلاث بنات ويعمل حالياً مدير إدارة الفنون المسرحية بـوزارة الثقافة والإعلام بـالرياض، ويمتد تاريخه مع الفن لأكثر من ثلاثين سن. أصيب بمرض السرطان عام 2005م ثم شفي منه.

## أعماله

### مسلسلات
| سنة الأنتاج | المسلسل                       | بمشاركة                                                                             |
| ----------- | ----------------------------- | ----------------------------------------------------------------------------------- |
| ؟؟          | مع كل الحب يا وطني            |                                                                                     |
| 1990        | تقادير الزمن                  |                                                                                     |
| 1990        | الحصاد                        |                                                                                     |
| 1991        | حكايات قصيرة                  | داود عفيشات، تحسين خوالدة، جميل براهمة                                              |
| 1992        | يوميات وضاح                   | أحمد الهذيل، علي الهويريني، عبد الله عسيري (ممثل)                                   |
| 1993        | فكية الكلام في السفرة والطعام | عبد الله العامر، تركي اليوسف                                                        |
| 1993        | الغربال                       |                                                                                     |
| 1994        | الحصاد                        | لينا حوارنة، نجاح حفيظ، فدوى سليمان                                                 |
| 1994        | القبعة الثمينة                |                                                                                     |
| 1995        | لينه                          |                                                                                     |
| 1995        | راعي الخير                    | جميل براهمة، داود عفيشات، فيلدا سمور، فؤاد بخش                                      |
| 1995        | الكشاف                        | عبد الناصر الزاير، محمد ياسين (ممثل)، غادة يوسف، محمد يوسف (ممثل)                   |
| 1995        | أخو شامة                      |                                                                                     |
| 1997        | تحت السماء الزرقاء            | نجلاء سحويل، أديب قدورة، حسن أبو حسنة، خليل شحادة                                   |
| 1997        | أحلام ضائعة                   | يوسف اليوسف، عبد الله المزيني، شيماء سبت، عبد العزيز الفريحي                        |
| 1998        | متعب                          |                                                                                     |
| 1998        | حكاية وعبرة                   |                                                                                     |
| 1999        | الديرة                        |                                                                                     |
| 2000        | المشهد الأخير                 | عمر الجاسر، محمد المنصور (ممثل كويتي)، علي المدفع                                   |
| 2000        | الزمن والناس                  | محمد العلي (ممثل)، بكر الشدي، حسن أبو حسنة                                          |
| 2001        | مسيرة جيل                     |                                                                                     |
| 2002        | أجيالك يا وطني                |                                                                                     |
| 2003        | يوميات راشد                   | صالح الزير، غزلان ناصر، سعد المدهش                                                  |
| 2003        | دمعة عمر                      | زينب العسكري، تركي اليوسف، عبد الرحمن العقل                                         |
| 2006        | امرأة لا تشبه القمر           | نواف الركابي، ماجد مطرب فواز، شيماء سبت                                             |
| 2006        | ماكو فكة                      |                                                                                     |
| 2007        | بيني وبينك                    |                                                                                     |
| 2007        | عمشه بنت عماش                 |                                                                                     |
| 2008        | كلنا عيال قرية                | عبد الله السدحان، ناصر القصبي، ريم عبد الله                                         |
| 2008        | قلب أبيض                      |                                                                                     |
| 2008        | عطر                           | أمل حسين، علي إبراهيم، علي السبع                                                    |
| 2008        | عذاب                          |                                                                                     |
| 2008        | خلوكم مكاني                   |                                                                                     |
| 2008        | حارتنا حلوة                   |                                                                                     |
| 2008        | جاري يا حمودة                 |                                                                                     |
| 2008        | أسوار 2                       |                                                                                     |
| 2009        | أيام السراب                   | تركي اليوسف، زهرة عرفات، مونيا                                                      |
| 2009        | الساكنات في قلوبنا            | تركي اليوسف، خالد الحربي، ميثم الرزق، لمياء طارق                                    |
| 2009        | أحلام رابح                    | فايز المالكي، مشعل المطيري                                                          |
| 2009        | أجنحة في سماء الغربة          |                                                                                     |
| 2011        | طاش ما طاش 18                 | فهد الحيان، عبد الإله السناني، شافي الحارثي، صالح الحناكي                           |
| 2013        | هذا حنا                       | عبد الله السدحان، محمد العيسى                                                       |
| 2013        | ليل نهار                      |                                                                                     |
| 2014        | الغربال                       | محمد المفرح، عبد المنعم عمايري، علي كريم، محمد الشماط، كندة حنا                     |
| 2014        | جرذان الصحراء                 | نور حسين، غازي حسين، عبد الله العامر، عبد العزيز السكيرين                           |
| 2015        | شباب البومب 4                 | فيصل العيسى                                                                         |
| 2017        | أخو شامة                      | أحمد العونان، سعود الشويعي، سلطان الفرج، محمد الحملي، محمد باش، بدور عبد الله       |
| 2018        | شباب البومب 7                 | فيصل العيسى                                                                         |
| 2018        | حكاية وعبرة                   | عبد الرحمن الخريجي، عبد الكريم الجراح، عبد العزيز الشمري (ممثل)، سعد خضر، جيانا عيد |
| 2019        | تقادير الزمن                  | حسن أبو حسنة، مازن الناطور، ديانا رحمة، زياد أبو سويلم، نجلاء سحويل                 |
| 2020        | الديرة                        | حسن أبو حسنة، مازن الناطور، ديانا رحمة، زياد أبو سويلم، نجلاء سحويل                 |
| 2021        | شباب البومب 9                 | فيصل العيسى                                                                         |
| 2022        | شباب البومب 10                | فيصل العيسى                                                                         |
| 2023        | طاش العودة                    |                                                                                     |

### السهرات التلفزيونية
- صعمير وهباد (1990).
- الأستاذ موهوم (1992).
- ربي (2005).

### المسرحيات
- مسرحية للسعوديين فقط (1991).
- مسرحية صفعة في المرآة
- وين الشنطة (2012).

### الأفلام
- فيلم التاكسي.
- في الظل (2009).
- الشجرة اليابسة (2009).
- آخر المطاف (2011).

### البرامج
- سلامتك (1980).

## إسهامات في الحركة المسرحية السعودية
- أحد الأعضاء المؤسسين لجمعية الثقافة والفنون بمدينة الأحساء.
- المؤسس لفرق مسرح الشباب والطفل في المملكة العربية السعودية.
- صاحب فكرة مسابقة التأليف النصوص المسرحية لمسرح الشباب والطفل.
- عضو في الجمعية العربية السعودية للثقافة والفنون بالرياض.
- عضو في اللجنة الفنية لمسرح أمانة العاصمة.

## المشاركات الداخلية
- شارك ممثلا في العديد من الأعمال المسرحية منذ العام 1973 م.
- من الممثلين المصنفين درجة أولى في التلفزيون السعودي.
- شارك مخرجا مسرحيا لعدد من الأعمال المسرحية.
- شارك في عضوية عدد من لجان التحكيم للمسابقات المسرحية.
- المساهمة في تقديم عدد من المحاضرات والندوات في الدورات المسرحية.

## المشاركات الخارجية
- ترأس العديد من الوفود المسرحية السعودية المشاركة بمهرجانات عربية.
- أول مخرج سعودي يشارك بمهرجان المسرح العربي المتنقل بالرباط بمسرحية «صفعة في المرآة».
- تنظيم العديد من الأسابيع الثقافية السعودية خارج المملكة.
- التمثيل في عدد من المسرحيات المشاركة في المهرجانات المسرحية في الأقطار العربية.
- المشاركة في عضوية لجان التحكيم الخاصة بمسرح الخليج.
- شارك في العديد من الأعمال الدرامية في الوطن العربي.